# スズキ・キザシ
キザシ（英:Kizashi、兆）は、スズキが製造・発売していたセダン、あるいはコンセプトカーである。ヨーロッパにおいてはDセグメントに分類されていた。

## 概要
2009年7月30日に米国スズキが「キザシ」を発表。
その後2009年10月21日より、日本国内で完全受注生産の形で販売を開始した。北米市場には2009年冬に投入され、その後、欧州市場へも投入された。また、2010年6月より中国市場への投入を開始した。
アメリカでは2009年12月より販売開始。価格は$18,999 - $26,749となった。尚、北米におけるグレードは「S」、「SE」、「SPORT GTS」、「SPORT SLS」と、6MT、16インチホイールカバー（S）/17インチアルミホイール（SE）、ベージュ内装、サンルーフ、ロックフォード・フォズゲート製オーディオ、ノーズマスク（ノーズブラ）、アクリル製ボンネットプロテクター等標準装備品ないしはオプション品が用意されている。
日米欧向けモデルの生産は静岡県のスズキ相良工場で行われていた。当初は北米市場へも展開していたが、後の同市場撤退に伴い、日欧中向け販売車種となった。
2013年から、捜査車両として導入が始まった。このクラスとしてはスズキ初の導入となり、ファブリックシートに変更、フォグランプ非装備など市販車に比べ装備が異なる。また2014年には一部警察本部に黒白のパトカー仕様も配備されている。パトカー仕様としての導入台数は908台で、これは日本国内におけるキザシの総登録台数の4分の1以上を占めるため、「キザシを見たら覆面パトカーだと思え」とさえ言われることもあった。
エクステリアデザインは「ダイナミックアスリートインモーション」をテーマに、アスリートの躍動感を体現したもので、可能な限りシャープなエッジを抑えて曲線で表現した。
スズキのフラッグシップ車として開発されたものの、4ドアセダンの人気が凋落していたことに加えて「スズキ=軽自動車」のブランドイメージを払拭することができず、販売不振が続いたまま2015年10月に国内市場での生産を終了し、同年12月末に販売終了となった。日本国内での登録台数（2016年4月までの6年6箇月間）は3,379台（パトカー仕様を除くと2471台でひと月あたりおよそ30台あまり）に留まるなど惨憺たる結果となった。なお、途中でアクティブクルーズコントロール&プリクラッシュセーフティシステム装着車がメーカーオプションで追加されたこと以外、モデルライフ終了まで特別仕様車の追加や内外装の改良は一度も行われなかった。 同年8月までの累計販売台数は3304台。
以後、スズキのフラッグシップ車はミニバンのランディ（当時は日産・セレナ、現在はトヨタ・ノアのOEM）となり、同時にスズキは日本におけるセダン市場から事実上撤退することになった。

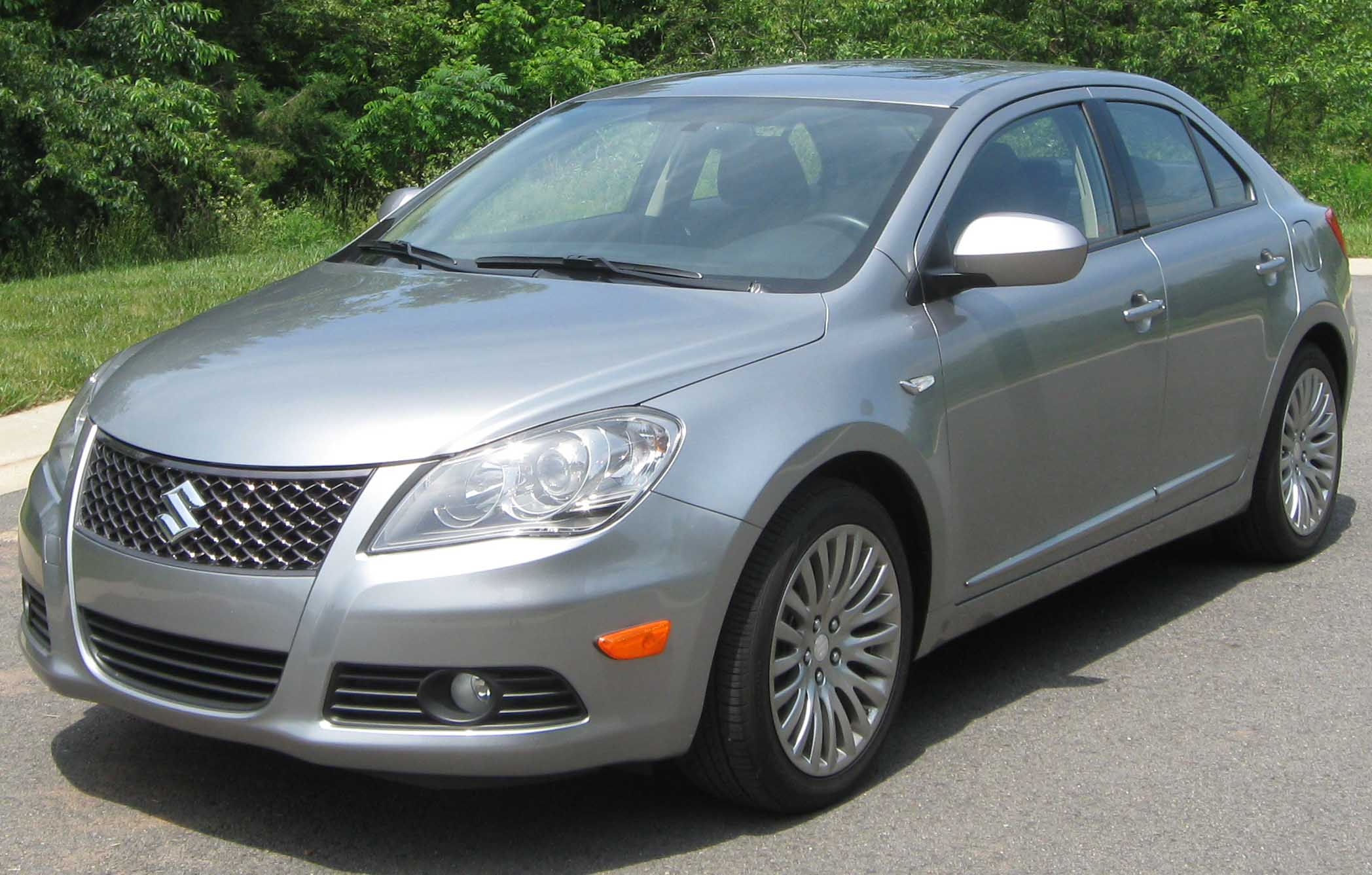
北米仕様　GTS
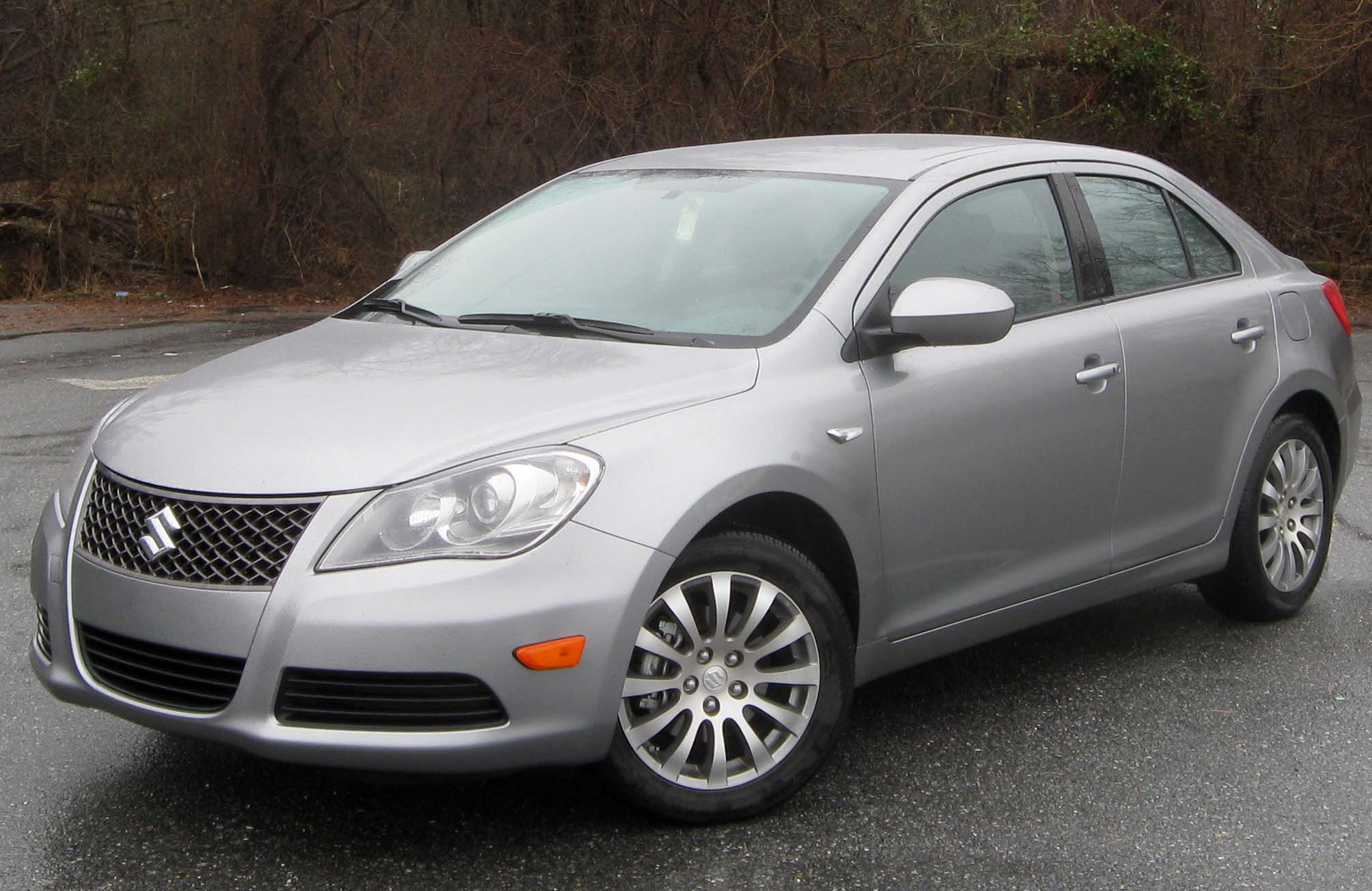
北米仕様　SE
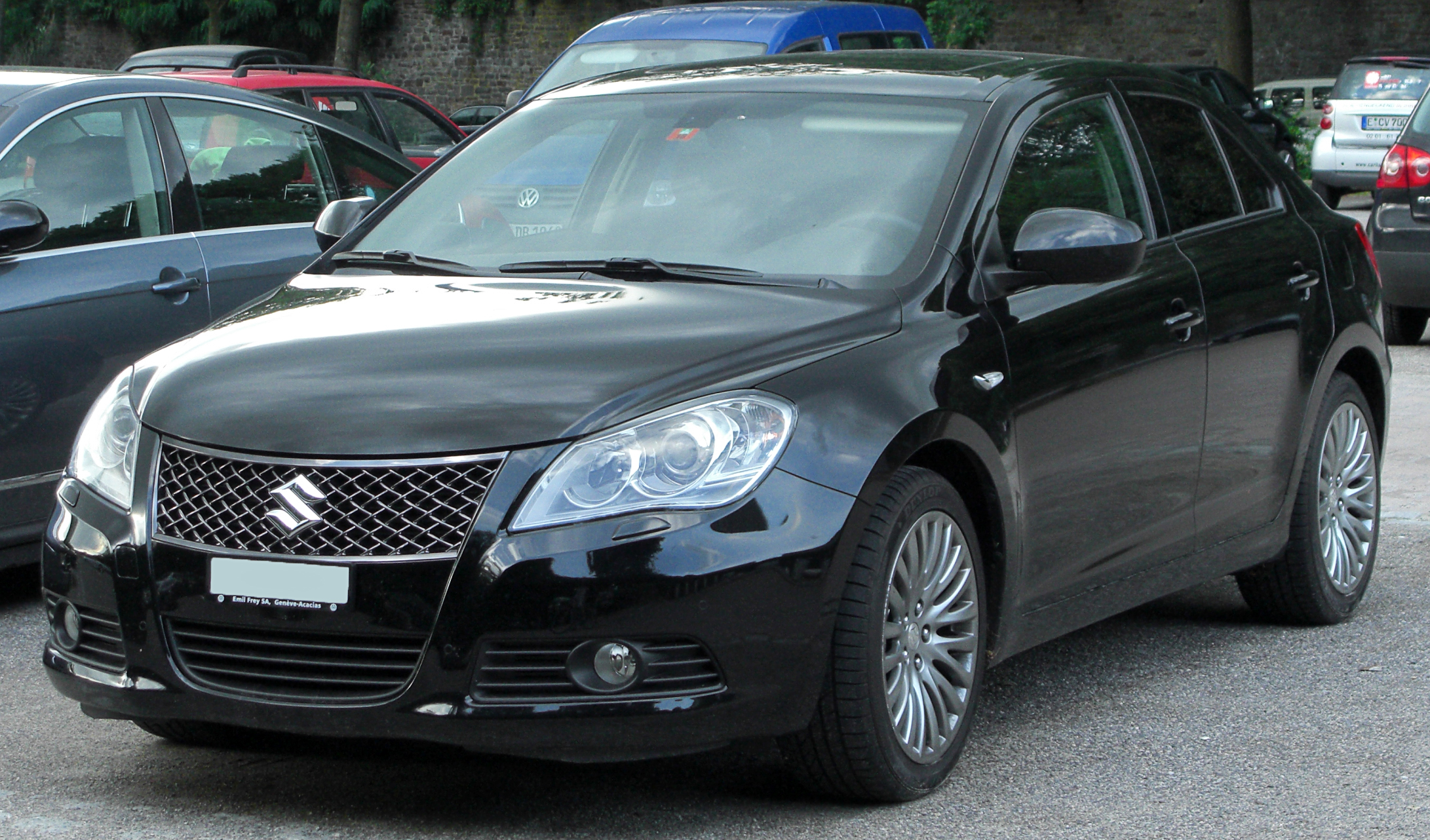
欧州仕様 フロント
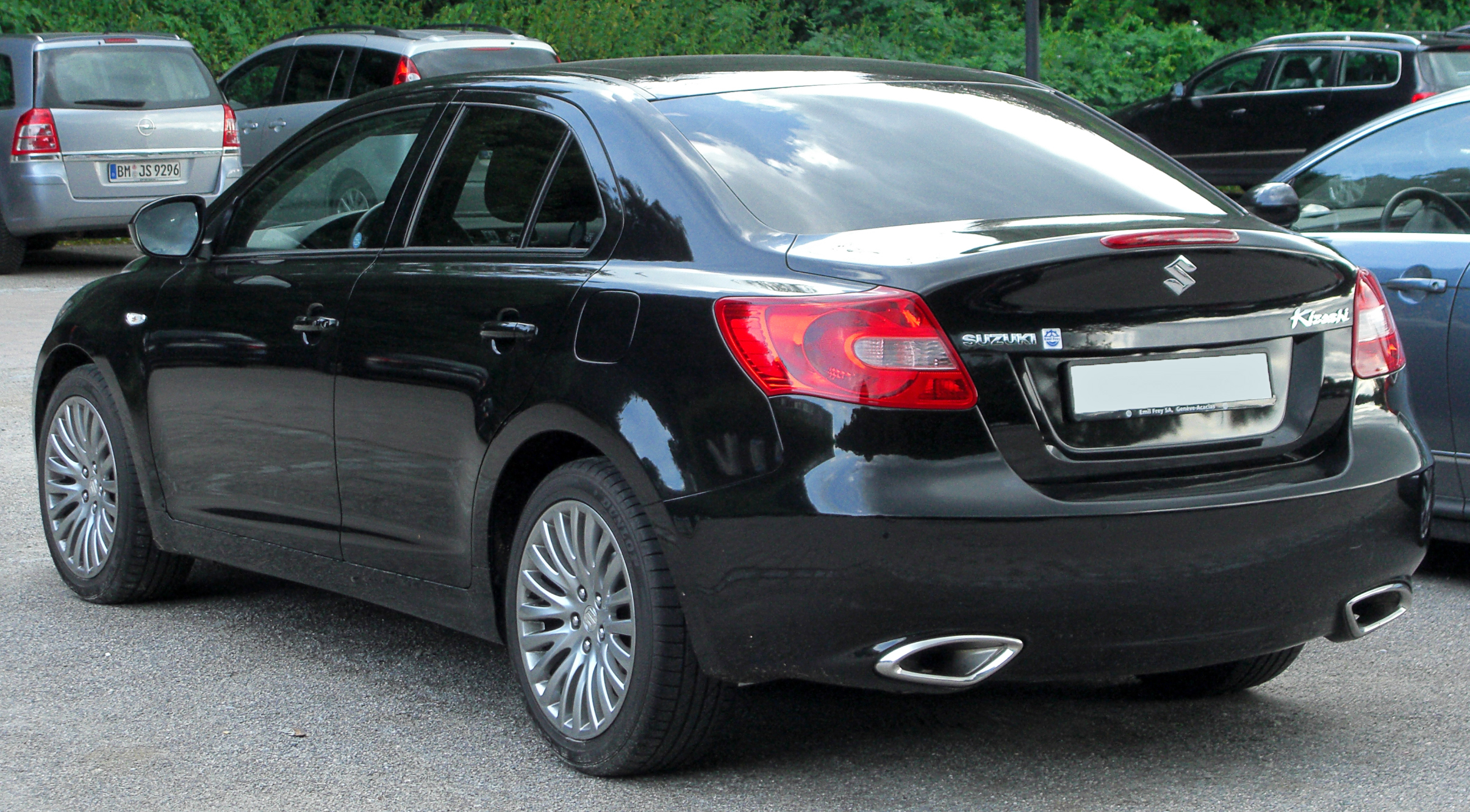
欧州仕様　リヤ
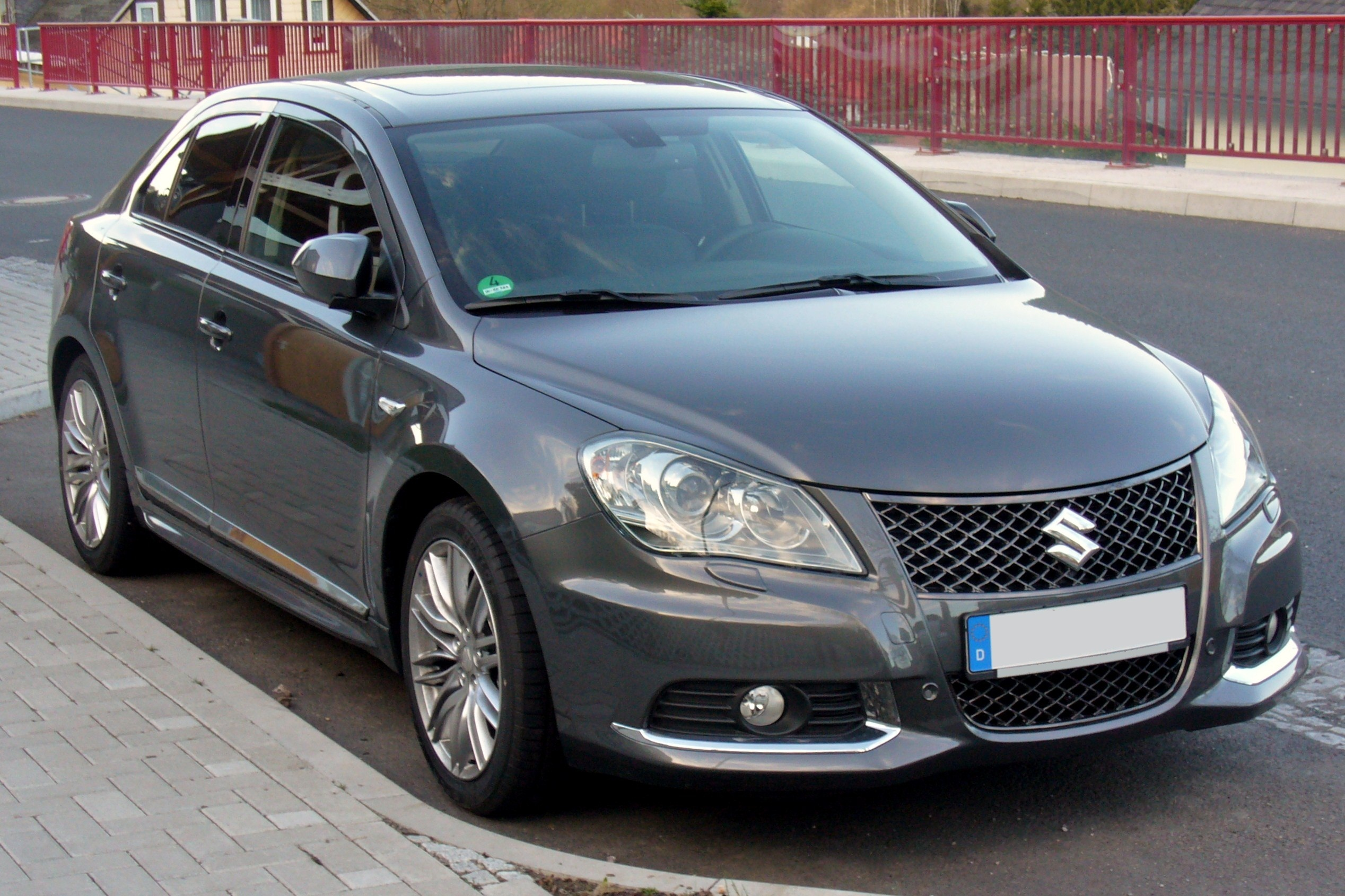
スポーツ　欧州仕様　フロント
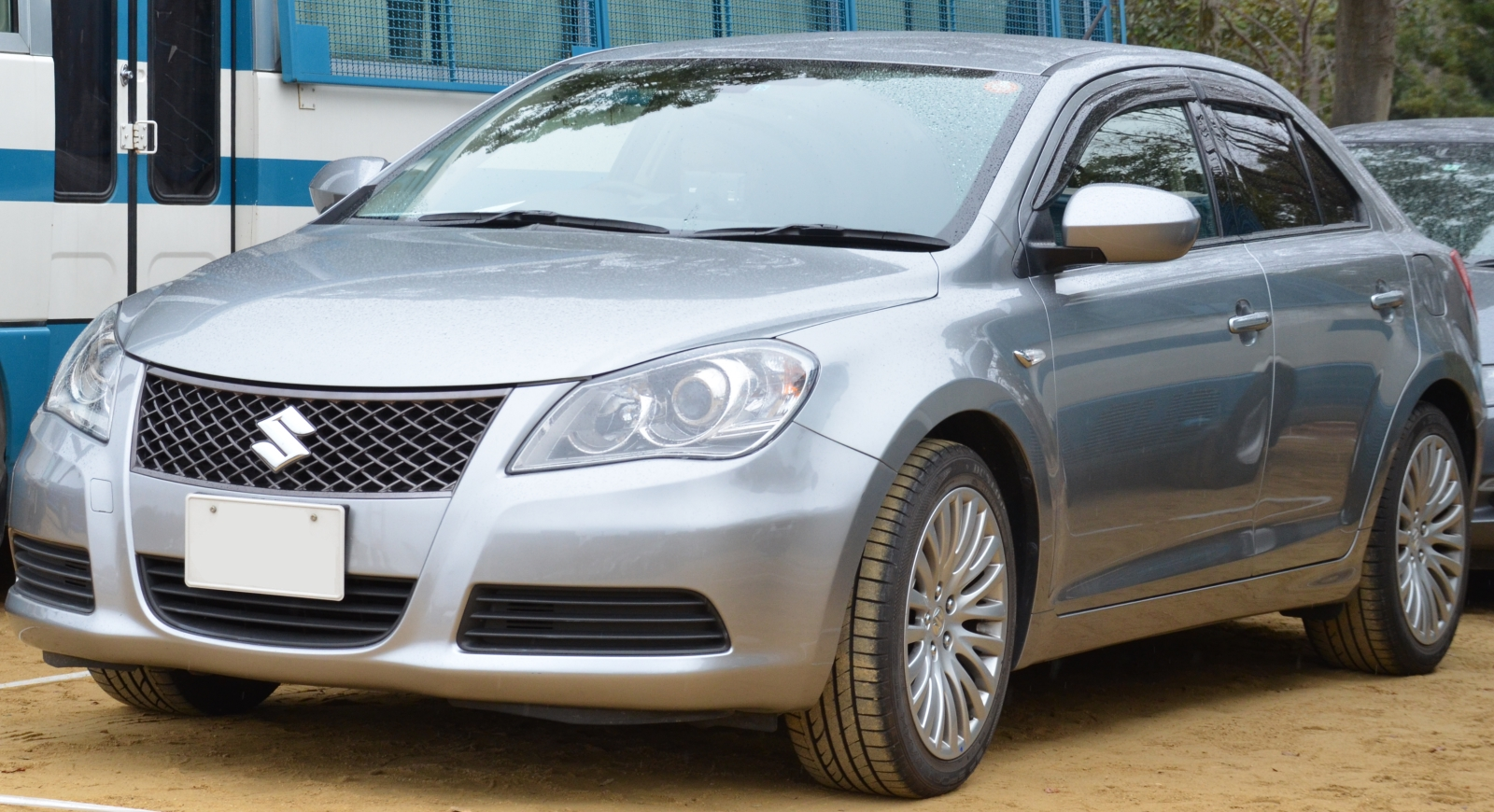
捜査車両仕様

## コンセプトカー
| コンセプト・キザシ |  | コンセプト・キザシ |
| コンセプト・キザシ |  |                    |

| コンセプト・キザシ2 |  | コンセプト・キザシ2 |
| コンセプト・キザシ2 |  |                     |

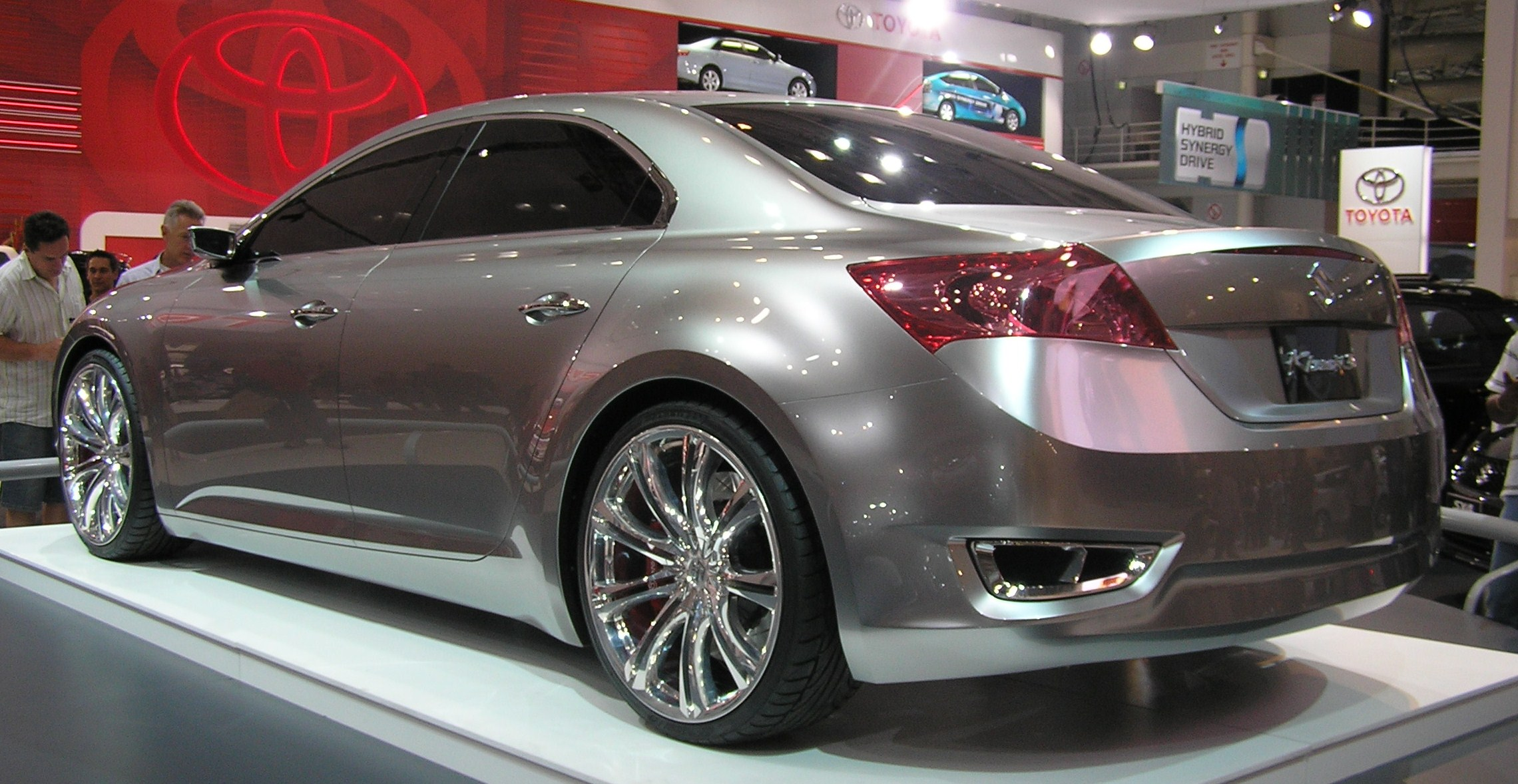
コンセプト・キザシ3
リア

「コンセプト・キザシ」は2007年9月の第62回フランクフルトモーターショーで発表された。このモデルはハッチバックとワゴンのクロスオーバーであり、2Lのターボディーゼルエンジンに6速MTが組み合わせられた。駆動方式は4WDで、スズキのi-AWDの改良版が採用された。
同年10月には第40回東京モーターショーでフランクフルトショーに出品されたコンセプト・キザシをベースとしたコンセプトカー、「コンセプト・キザシ2」が発表された。こちらのモデルは大径タイヤを装着して車高が上げられるなどクロスオーバーSUVテイストでまとめられている。エンジンはスズキとしては最大排気量の3.6Lエンジンが搭載され、6速ATが組み合わせられる。駆動方式はコンセプト・キザシ同様i-AWDを採用した4WDである。
翌2008年には、ニューヨーク国際オートショーで「コンセプト・キザシ3」が発表された。このモデルは「キザシ」、「キザシ2」からコンセプトが変更され、セダンとなって市販車のスタイルにつながった。エンジン、トランスミッションはキザシ2と同一の3.6L V6と6速ATの組み合わせで、駆動方式もi-AWDを採用する4WDとなった。

## メカニズム

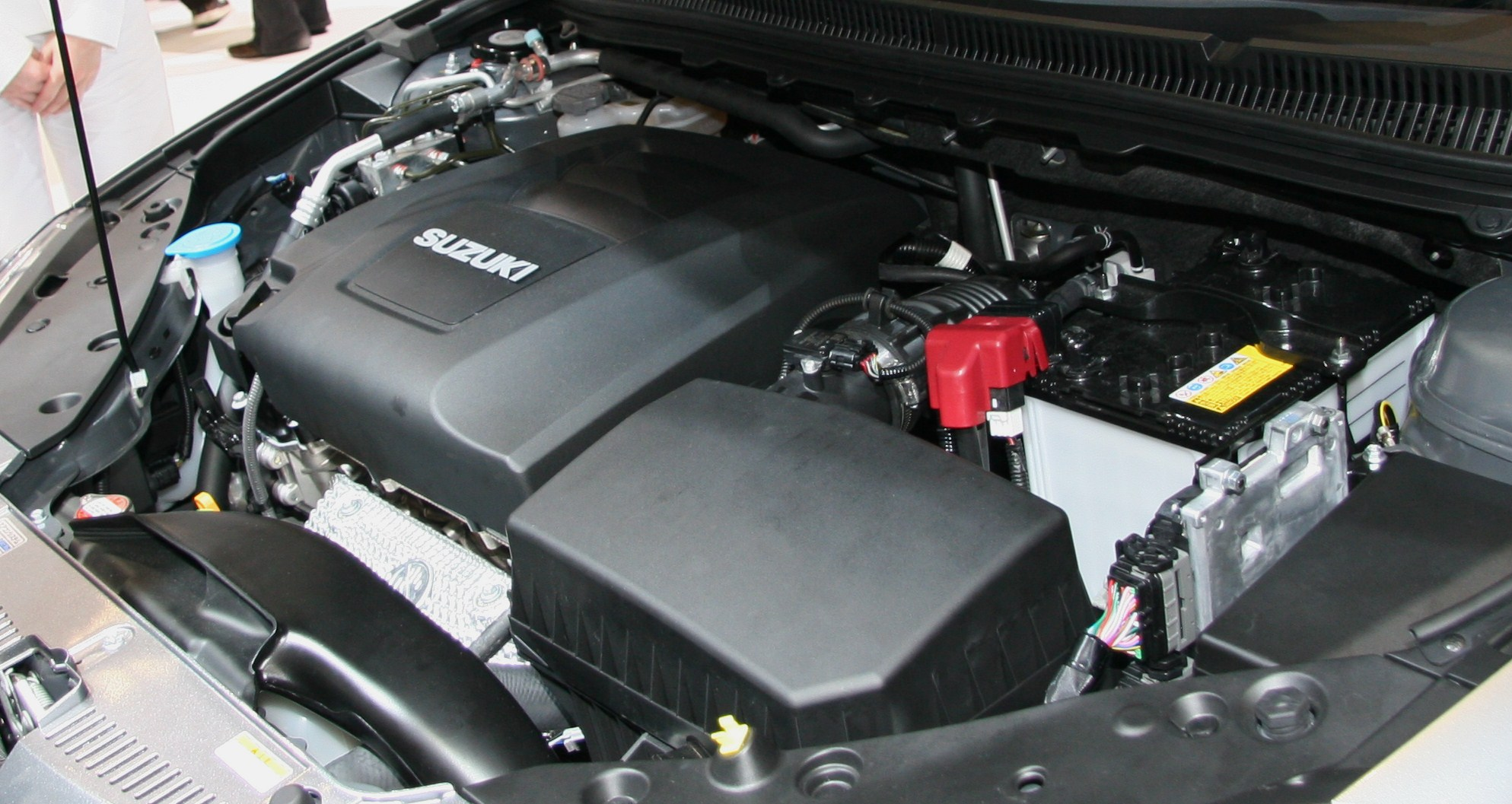
エンジンルーム

エンジンにはエスクードにも搭載される直列4気筒 2.4L DOHCオールアルミエンジンのJ24B型を改良して166PSから188PSまで出力を向上したものが横置きに搭載される。トランスミッションにはジヤトコ製JF011E型CVT（パドルシフトつき）のほか、日本国外仕様には6速MTも用意される。
駆動方式は先に発表されたコンセプトカーにも採用された｢i-AWD｣と呼ばれる4WDとFFが用意される。前者は路面状況やアクセル開度、ステアリング舵角といった情報をもとに前輪がスリップする前に後輪に適切なトルクを配分するとともに、電動パワーステアリングを同時に制御する「車両運動協調制御システム」を搭載することでアンダーステアやオーバーステアを抑制させている。後者の場合、車両運動協調制御システムは電動パワーステアリングのみを制御する。
サスペンションは前がマクファーソンストラット式、後ろがマルチリンク式となる。また、ブレーキには曙ブレーキ工業製の4輪ディスクブレーキが採用された。
2010年1月、2WD車にアクティブクルーズコントロールシステム&衝突被害軽減ブレーキがセットでメーカーオプション設定された。なお、フロントグリルはミリ波レーダーを用いるため専用品となる。
また、2.4Lガソリンエンジン搭載車のほか、ハイブリッドモデルも、エンジンをゼネラルモーターズと共同開発し、2011年をめどに北米市場に投入する方針であった。

## ボンネビル・スピードウィークへの挑戦
2010年8月18日、アメリカ・ユタ州・ソルトフラット州立公園で開催された「ボンネビル・スピードウィーク」において、過給器付きのガソリンエンジン搭載クーペ部門でエントリー。市販仕様の2.4Lをベースにターボチャージャーを追加し、最大出力513PS、最大トルク71.2kgmまで引き上げられていた。
結果、203.720マイル/h（約328km/h）というクラス新記録を打ち立てた。
ドライバーはサム三谷。

## 車名の由来
「世界の市場に向け、新しいクルマ作りに挑戦する兆しを見せる」という意味を込めた「兆し」に由来している。尚、「Kizashi」という名称は仕向け地に関わらず共通である。